# Vellum
Il vellum è un tipo di pergamena particolarmente fine. Si ottiene utilizzando la pelle, generalmente di vitelli, ricavata da animali nati morti o da feti. È anche chiamata "pergamena uterina". Viste le piccole dimensioni e l'ovvia scarsità del materiale di base era oltre che la migliore anche la più rara e costosa.

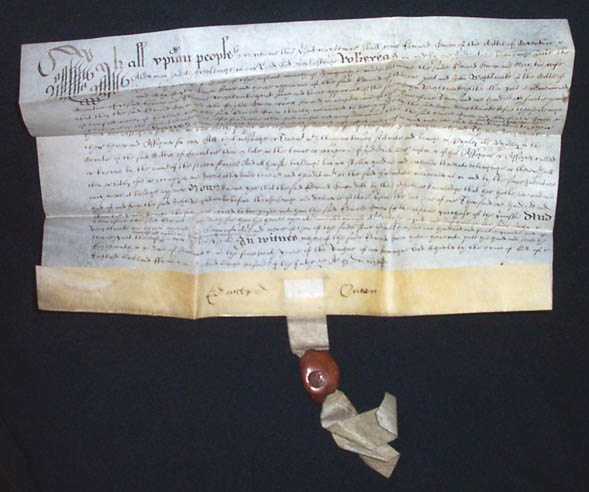
Un mandato su vellum con sigillo datato 1638.

Vellum deriva dalla parola in lingua latina vitulinum che significa "fatto con vitello", che porta all'antico francese Vélin ("vitello" o "pelle di vitello"). Si tratta della pelle di mammiferi preparata per la scrittura o la stampa, per la produzione di singole pagine, pergamene, codici o libri. È generalmente liscia e resistente, anche se ci sono grandi variazioni a seconda della preparazione, la qualità della pelle e il tipo di animale utilizzato. La fabbricazione comporta la pulizia e sbiancatura; la si estende su un telaio (a 'cavallo') e si raschia la pelle con un coltello emisferico (un lunarium o lunellum). Per tenerla in tensione, la raschiatura si alterna con bagnatura ed essiccazione. Un'ultima finitura può essere ottenuta con l'abrasione della superficie con pietra pomice e trattamento con una preparazione di calce o gesso per renderla in grado di conservare la scrittura o inchiostri da stampa.

## Produzione

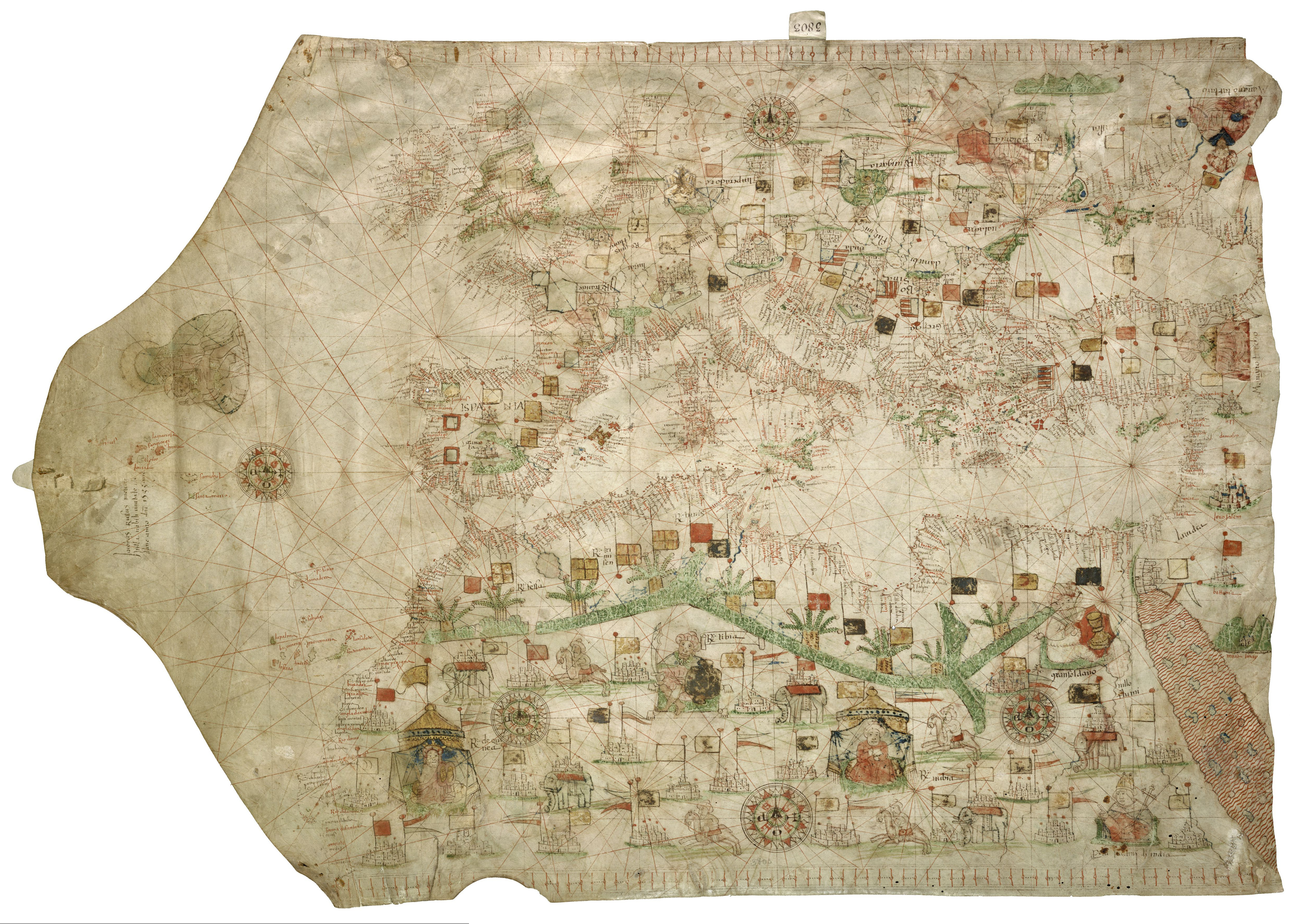
Un portolano (mappa) di Jacobo Russo (Giacomo Russo) di Messina (1533)

Il vellum è un materiale traslucido prodotto dalla pelle, spesso divisa, di un animale giovane. La pelle viene lavata con acqua e calce (idrossido di calcio), ma non insieme. Viene poi ammollata in calce per diversi giorni per ammorbidire e rimuovere i peli. 
Una volta schiarita i due lati della pelle sono distinti: il lato rivolto verso l'interno dell'animale, il lato carne, e il lato pelo. Il "lato carne" della pelle di solito è il più leggero e più raffinato dei due. I follicoli piliferi possono essere visibili sul lato esterno, unitamente ad eventuali cicatrici, fatte mentre l'animale era vivo. La membrana può anche mostrare l'impronta della rete venosa dell'animale chiamata 'venature' del foglio.
Tutti i peli rimanenti vengono rimossi e la pelle viene essiccata attaccandola ad un cavalletto "a schiena d'asino". La pelle è attaccata nei punti lungo la circonferenza con cavi; per evitarne lo strappo, l'operatore avvolge l'area della pelle a cui il cavo deve essere fissata attorno a un piccolo sasso arrotondato (un 'seme'). 
Il produttore utilizza quindi un coltello a forma di mezzaluna, (un lunarium o lunellum), per eliminare i peli rimanenti. Una volta che la pelle è completamente asciutta, viene pulita e trasformata in fogli. Il numero di fogli ottenuti dal pezzo di pelle dipende dalle dimensioni della pelle e dalle dimensioni indicate richieste dall'ordine del committente. Ad esempio, un vitello medio può fornire tre fogli e mezzo in media di materiale per la scrittura. Questo può essere raddoppiato quando è ripiegato in due fogli congiunti, noti anche come "bifolium". Gli storici hanno trovato prove di manoscritti in cui lo scrivano, l'amanuense, vi scrisse le istruzioni medievali che ora sono seguite dai produttori di cartapecora moderni. La membrana viene poi strofinata con un oggetto rotondo piatto ('spolvero') per garantire che l'inchiostro vi aderisca bene.
La distinzione importante tra vellum (o pergamena) e pellame è che la prima non è trattata con tecniche di concia. La distinzione tra vellum e pergamena è stata fatta in molti modi diversi, e nessuna definizione può essere considerata corretta, ma vellum ha sempre indicato la qualità migliore.